# 魏人镜
魏人镜（1906年—1928年3月17日），字茂年，号复我，曾用名懋林、王凯。湖北汉川魏家湾人。中国共产党早期领导人。

## 生平
1922年，魏人镜到武昌私立荆南中学读书。1923年春，考入湖北省立第一师范学校，与同学组成学术结盟社，开始接触马克思主义。1923年，魏人镜加入中国共产主义青年团，同年10月至1924年2月，任共青团武汉区执行委员会委员。1924年春参加武汉学生联合会。1924年秋，经陈潭秋介绍加入中国共产党，参与在汉川领导反帝爱国斗争。寒暑假以举办英语补习班为名，组织进步青年阅读《向导》、《中国青年》等书刊，同时开办平民夜校多所，以宣传革命。
1926年2月，根据中共武汉地委安排，魏人镜担任中共汉川县特别支部宣传委员兼共青团汉川县特别支部书记。同时，在汉川县全人小学任教。参与建立秘密农会，领导减租抗租。因遭汉川县署通缉，6月由中共党组织调到武汉《楚光日报》社工作，并参与开办长江书店，作为地下工作联络点。9月，中共湖北区执行委员会成立，任秘书。此时，北伐军进入湖北境内，魏人镜参与了在武昌城内策应北伐军攻城的行动。他随后参加了1927年4月27日至5月9日召开的中国共产党第五次全国代表大会，但代表资格尚未完全确定。
1927年5月，中共湖北省委成立，魏人镜担任组织部秘书。1927年冬，魏人镜调中共武昌市委工作。11月下旬领导武昌武胜门外纱厂工人罢工斗争。同月中共湖北省委改组，不久后派到黄安，传达省委有关黄麻起义后的工作指示。12月，组织武汉裕华纱厂工人罢工，反对武汉卫戍司令部逮捕工人领袖。1928年1月至2月，担任中共湖北省委委员兼武昌临时市委书记，2月至3月，他担任湖北省武昌县委员会书记。3月，领导县委在豹子澥地区开展春荒斗争。被武汉警备司令部侦缉队察觉，于掩护同志转移时而被捕。1928年3月17日，在武胜门外螃蟹甲被害，时年22岁。